# Serrat de les Serps
El Serrat de les Serps és un serrat del terme municipal de Castellterçol, a la comarca del Moianès.
Està situat en el sector nord-est del terme de Castellterçol. Està emmarcat al nord-est per la Riera de la Serradora i al sud-oest per la Riera de la Fàbrega. És al nord del Molí Xic i del Molí de Sant Joan, a ponent de la Creueta.